# Острів (Смолевицький район, Жодинська сільська рада)
Острів (біл. вёска Востраў) — село в складі Смолевицького району Мінської області, Білорусь. Село підпорядковане Жодинській сільській раді, розташоване в центральній частині області.